# ديفيد بروم
ديفيد بروم (بالإنجليزية: David Broome)‏ هو لاعب فروسية استعراضية ‏ بريطاني، ولد في 1 مارس 1940 في كارديف في المملكة المتحدة.

## وصلات خارجية
- ديفيد بروم على موقع أوليمبيديا (الإنجليزية)
- ديفيد بروم على موقع اللجنة الأولمبية البريطانية (الإنجليزية)